# Lucio Ambivio Turpione
Lucio Ambivio Turpione (in latino: Lucius Ambiuius Turpio; fl. II secolo a.C.) è stato un attore teatrale romano.
Operò, anche come impresario teatrale nella prima metà del II secolo a.C., contribuendo a portare al successo le palliatae di Cecilio Stazio prima, di Publio Terenzio Afro poi. Numerose notizie sulla sua attività provengono dal prologo dell'Hecyra di Terenzio, in cui lo stesso Turpione, che impersonava il personaggio 'protatico' (ovvero colui che recitava unicamente la protasis, l'introduzione), raccontava le difficoltà incontrate nel presentare al pubblico romano, che molto apprezzava le commedie plautine, le opere di Cecilio e Terenzio:
(Terenzio, Hecyra, vv. 9-27; trad. di A. Arici in Terenzio, Commedie, Zanichelli.)